# فوتسو (تشيبا)
مدينة فوتسو (بالإنجليزية: Futtsu)‏ هي إحدى المدن التابعة لولاية تشيبا. تأسست رسميًا في 01/09/1971. ويقدر عدد سكانها بـ 48973 نسمة حسب تقدير مكتب الإحصاء الياباني لعام 2012. تبلغ مساحة فوتسو 205.35 كم2. بكثافة سكانية تبلغ 238 نسمة/كم2.

## أعلام
- يوكانا